# Merimnetria elegantior
Merimnetria elegantior là một loài bướm đêm thuộc họ Gelechiidae. Nó là loài đặc hữu của Oahu và có thể Hawaii.
Ấu trùng ăn quả của Gouldia macrocarpa.